# Yoriyasu Arima
Yoriyasu Arima (有馬 頼寧, Arima Yoriyasu, Tòquio, 17 de desembre de 1884-9 de gener de 1957) va ser un polític japonès. S'especialitzà en política agrícola, ocupant diversos càrrecs al ministeri d'Agricultura fins que va arribar a ser ministre el 1937, durant el Govern de Fumimaro Konoe. També va col·laborar en iniciatives esportives, com la creació del club de beisbol Tokyo Senators el 1939.

## Biografia
Nascut a la prefectura de Tòquio, era fill del comte Yoritsumu Arima, senyor del clan Kurume. Va formar-se a l'Escola d'Agricultura de la Universitat Imperial de Tòquio, on es va graduar el 1910. Després va unir-se al Ministeri d'Agricultura i Comerç i va involucrar-se en la política agrícola. Renuncià al seu càrrec el 1917 i va convertir-se en instructor i professor auxiliar de la Universitat Imperial de Tòquio.
Considerat un membre de la noblesa innovador, Arima va donar suport al moviment d'alliberament dels buraku. Així mateix, va ser fundador de la Nihon Nōmin Kumiai (Unió d'Agricultors del Japó) i elegit membre de Cambra de Representants en representació del Rikken Seiyūkai (Amics del Govern Constitucional) el 1924. Com a membre de la família Arima va ser elegit, en qualitat de comte, membre de la Cambra dels Pars el 1929. Va continuar vinculat a la política agrícola, atès que l'any 1932 va ser nomenat viceministra d'Agricultura i el 1937 va esdevenir ministre d'Agricultura i Indústria, durant el Govern de Fumimaro Konoe. No obstant això, val a dir que també va ser ocupar càrrecs d'importància a diferents indústries. Va ser participant del moviment shintaisei com a ajudant proper a Konoe, va assumir el càrrec de primer secretari general de la Taisei Yokusankai (Associació d'Assistència al Govern Imperial) el 1940.
Va ser detingut i jutjat com a criminal de guerra de classe A després de la Segona Guerra Mundial, i va ser absolt.
Després de la seva mort es va crear el Memorial Arima (Arima Kinen) per recordar-lo.

### Esports
El 1939 va col·laborar en l'organització del club de beisbol Tokyo Senators i en la construcció de l'estadi professional Kamiigusa, anterior a l'estadi Korakuen. Assessor de la Lliga Professional de Beisbol del Japó, va ser molt actiu en la defensa del beisbol professional durant la Segona Guerra Mundial. El 1969 entrà a formar part del Saló de la Fama, com a part del Museu del Beisbol Japonès.
També va ser president de l'Associació de Carreres del Japó el 1955.

### Família
El seu fill va ser el novel·lista Yorichika Arima.